# Stojko Stojkov
Stojko Stojkov (Sandanski, Pirinska Makedonija, Bugarska, 15. travnja 1974.), javni djelatnik makedonske manjine u Republici Bugarskoj, član kolektivnog (peteročlanog) predsjedništva makedonske "političke" organizacije OMO Ilinden - Pirin.

## Životopis
Rođen je u Sandanskom. Diplomirao povijest u Skoplju (Sjeverna Makedonija). Radi u makedonskom glasilu “Narodna volja” koje izlazi u Blagoevgradu. U središte veće pozornosti bugarske političke javnosti došao je 2006. godine, kada je, nakon osnivačke skupštine partije OMO Ilinden - Pirin, izjavio da je pitanje učenja materinjskog jezika osnovno pravo svakoga čovjeka. Ta se izjava vremenski poklopila s izjavom predsjednika bugarske parlamentarne komisije za zaštitu od diskriminacije Kemala Ejupa da u Bugarskoj živi i makedonska nacionalna manjina, što je u bugarskim medijima izazvalo žestoku buru i upozorenja da će partija OMO Ilinden - Pirin zahtijevati da Makedonci u bugarskim školama uče na svom materinjskom jeziku.    